# Emerson Bacil
Emerson Bacil (São Mateus do Sul, 6 de outubro de 1983) é um empresário, advogado e político brasileiro filiado ao Partido Social Liberal (PSL). Atualmente exerce o mandato de deputado estadual do Paraná.
Dono da rádio Cultura Sul de São Mateus do Sul, nas Eleições gerais no Brasil em 2018 foi eleito deputado estadual do Paraná com apenas 17.500 votos, assegurando a vaga pelo quociente eleitoral do partido.

## Perda do mandato
Com a cassação, em outubro de 2021, do mandato de Fernando Francischini pelo Tribunal Superior Eleitoral (TSE) por fake news nas eleições de 2018, decretando a anulações de seus votos, houve uma recontagem de votos e Emerson Bacil, que foi eleito pelo quociente eleitoral, perdeu o mandato de deputado estadual.
Foi reconduzido ao mandato, no dia 6 de junho de 2022, após a Assembleia Legislativa do Paraná atender a decisão do ministro Kassio Nunes Marques, do Supremo Tribunal Federal (STF). No entanto, em 7 de junho, a 2ª Turma do STF derrubou a decisão de Nunes Marques e, no dia seguinte, Bacil foi afastado novamente do mandato.